# Bencubbin
Bencubbin is een plaats in de regio Wheatbelt in West-Australië. Het ligt 275 kilometer ten noordoosten van Perth, 166 kilometer ten oostzuidoosten van Dalwallinu en 97 kilometer ten noorden van Kellerberrin. De plaats kent enige bekendheid door de meteorieten die er gevonden zijn.

## Geschiedenis
Ten tijde van de Europese kolonisatie leefden de Balardong Nyungah Aborigines in de streek.
John Septimus Roe was in 1836 de eerste Europeaan die de streek verkende. Hij vernoemde de granieten ontsluiting, waarnaar het district later vernoemd werd, naar zijn vriend kapitein Marshall MacDermott, de eerste manager van de West-Australische tak van de 'Bank of Australasia'. Tegen 1840 deden sandelhoutsnijders en schapenhoeders de streek aan maar pas in de jaren 1860 vestigden de eerste kolonisten zich er permanent.
De grond rond Bencubbin werd in 1910 op de markt gebracht en in 1917 werd het plaatsje officieel gesticht. Dat jaar bereikte ook de Wyalkatchem-Mt Marshall-spoorweg Bencubbin. J. Hope had in 1913 gesuggereerd het spoorwegstation Bencubbin te vernoemen naar een nabijgelegen ontsluiting die door de Aborigines 'Gnylbencubbing' werd genoemd. Ook de plaatsnaam werd daarvan afgeleid. In 1922 werd begonnen met de bouw van een hotel en in 1929 werd het hotel met 22 kamers uitgebreid. Op 11 april 1924 opende het basisschooltje van Bencubbin. In 1948, 1953 en 1968 werd telkens een klaslokaal toegevoegd nadat schooltjes in de nabijgelegen dorpjes sloten. In december 1926 opende een politiekantoor met cellen. Het gebouw diende als politiekantoor tot in 1990 waarna de politie in een ander gebouw gevestigd werd.
Op 15 december 1935 werd een katholieke kerk geopend. In 1985 werd een gemeenschapsrecreatiecentrum met sportfaciliteiten gebouwd.

## 21e eeuw
Bencubbin is het administratieve en dienstencentrum van het landbouwdistrict Shire of Mt Marshall. Het is een verzamel- en ophaalpunt voor de oogst van de graanproducenten uit de streek die bij de Co-operative Bulk Handling Group aangesloten zijn.
In 2021 telde Bencubbin 203 inwoners tegenover 160 in 2006.
Bencubbin heeft een gemeenschapscentrum (En: Community Resource Centre), een openbare bibliotheek, een olympisch zwembad, verscheidene sportfaciliteiten, een basisschool, een politiekantoor, een geneeskundig centrum, een vrijwillige brandweerbrigade en twee kerken.

## Bezienswaardigheden
In en rond Bencubbin zijn enkele bezienswaardigheden:
- rond Marshall Rock ligt een natuurreservaat. Vanop de rots geniet men een panoramisch uitzicht. In het reservaat kan men wandelen en vogels en wilde bloemen bekijken.
- de Pergande Sheep Yards is een schapenstation met een lange geschiedenis en kan bezocht worden.
- Pioneer Wells is de plaats vanwaar de eerste kolonisten water voor huishoudelijk gebruik en het vee aanvoerden.
- in het oude politiekantoor is een streekmuseum gevestigd.
- de Wheatbelt Way is een 800-kilometer lange toeristische autoroute door de streek met op 24 plaatsen informatiepanelen.

## Meteorieten
Rond Bencubbin werden drie meteorieten gevonden die naar het plaatsje zijn vernoemd. In juli 1930 werd de Bencubbin I (54,2 kg) gevonden. Bencubbin II (64,6 kg) werd in 1959 door landbouwer Fred Hardwick gevonden toen hij een veld omploegde. De meteorieten worden onder meer bewaard in het Museum van West-Australië in Perth. Een stuk meteoriet is te bezichtigen in de kantoren van de Shire of Mt Marshall in Bencubbin. In 1974 werd nog een derde meteoriet (15,76 kg) gevonden. Naar de meteorieten uit de omgeving van Bencubbin werd een groep koolstof-chondrieten vernoemd, de CB-groep of 'Bencubbinites'.

## Transport
De Great Eastern Highway kan vanuit Bencubbin via de Bencubbin-Kellerberrin Road bereikt worden.

## Klimaat
Bencubbin kent een warm steppeklimaat, BSh volgens de klimaatclassificatie van Köppen.
| Maand                                  | jan  | feb  | mrt  | apr  | mei  | jun  | jul  | aug  | sep  | okt  | nov  | dec  | Jaar  |
| -------------------------------------- | ---- | ---- | ---- | ---- | ---- | ---- | ---- | ---- | ---- | ---- | ---- | ---- | ----- |
| Gemiddeld maximum (°C)                 | 34,5 | 33,6 | 30,8 | 25,9 | 20,9 | 17,5 | 16,4 | 17,7 | 21,0 | 25,3 | 29,1 | 32,5 | 25,4  |
| Gemiddeld minimum (°C)                 | 18,2 | 18,2 | 16,3 | 12,9 | 9,1  | 7,2  | 6,0  | 6,0  | 7,2  | 9,9  | 13,2 | 16,0 | 11,7  |
|                                        |      |      |      |      |      |      |      |      |      |      |      |      |       |
| Neerslag (mm)                          | 17,1 | 19,9 | 23,3 | 22,2 | 36,2 | 48,2 | 45,2 | 37,5 | 21,6 | 15,7 | 13,3 | 13,5 | 313,7 |
| Regendagen (dag)                       | 1,7  | 1,9  | 2,3  | 2,9  | 4,8  | 7,1  | 7,0  | 6,2  | 4,0  | 2,9  | 2,1  | 1,6  | 44,5  |
| Bron: Australian Bureau of Meteorology |      |      |      |      |      |      |      |      |      |      |      |      |       |

## Galerij

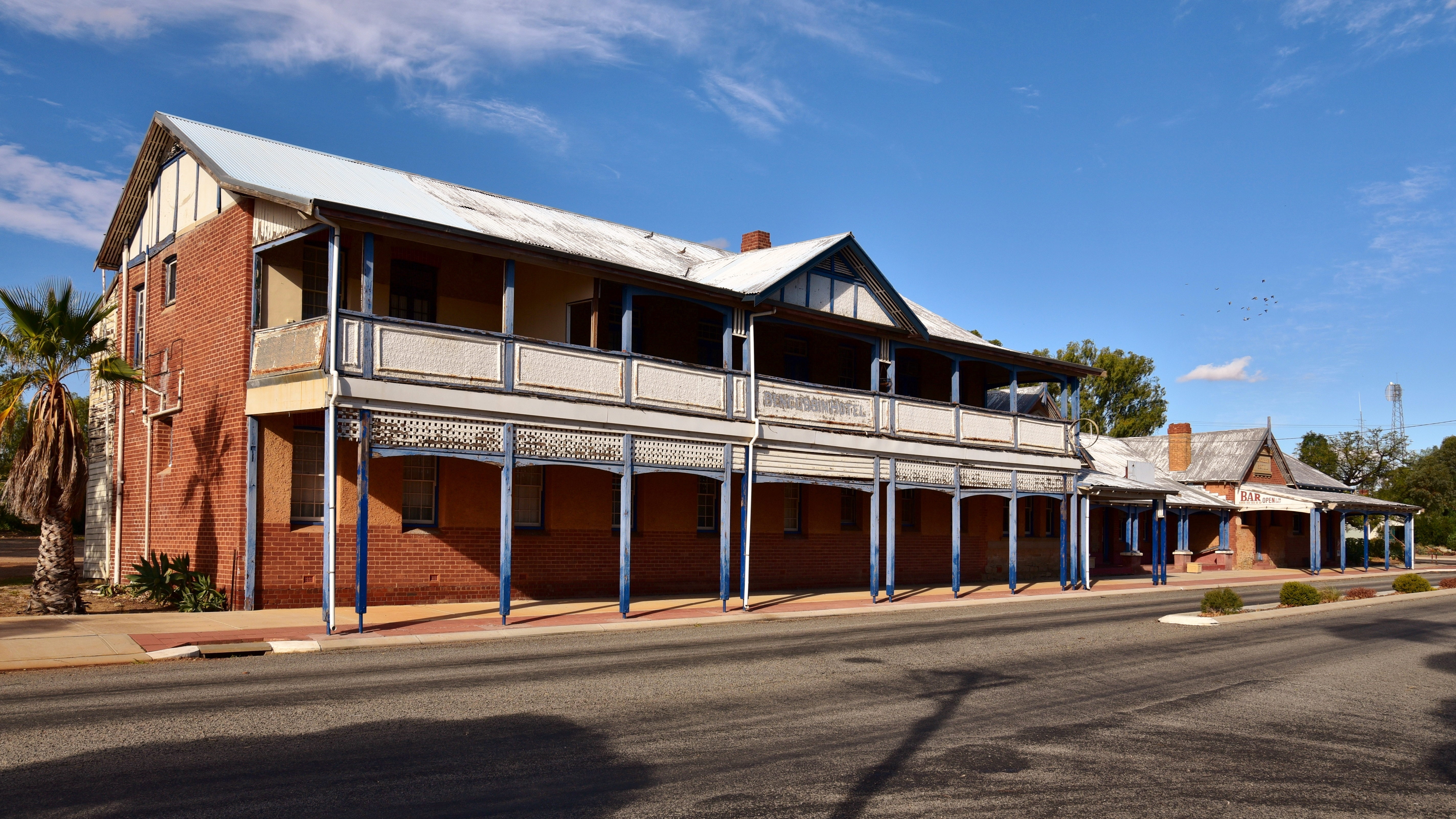
Bencubbin Hotel
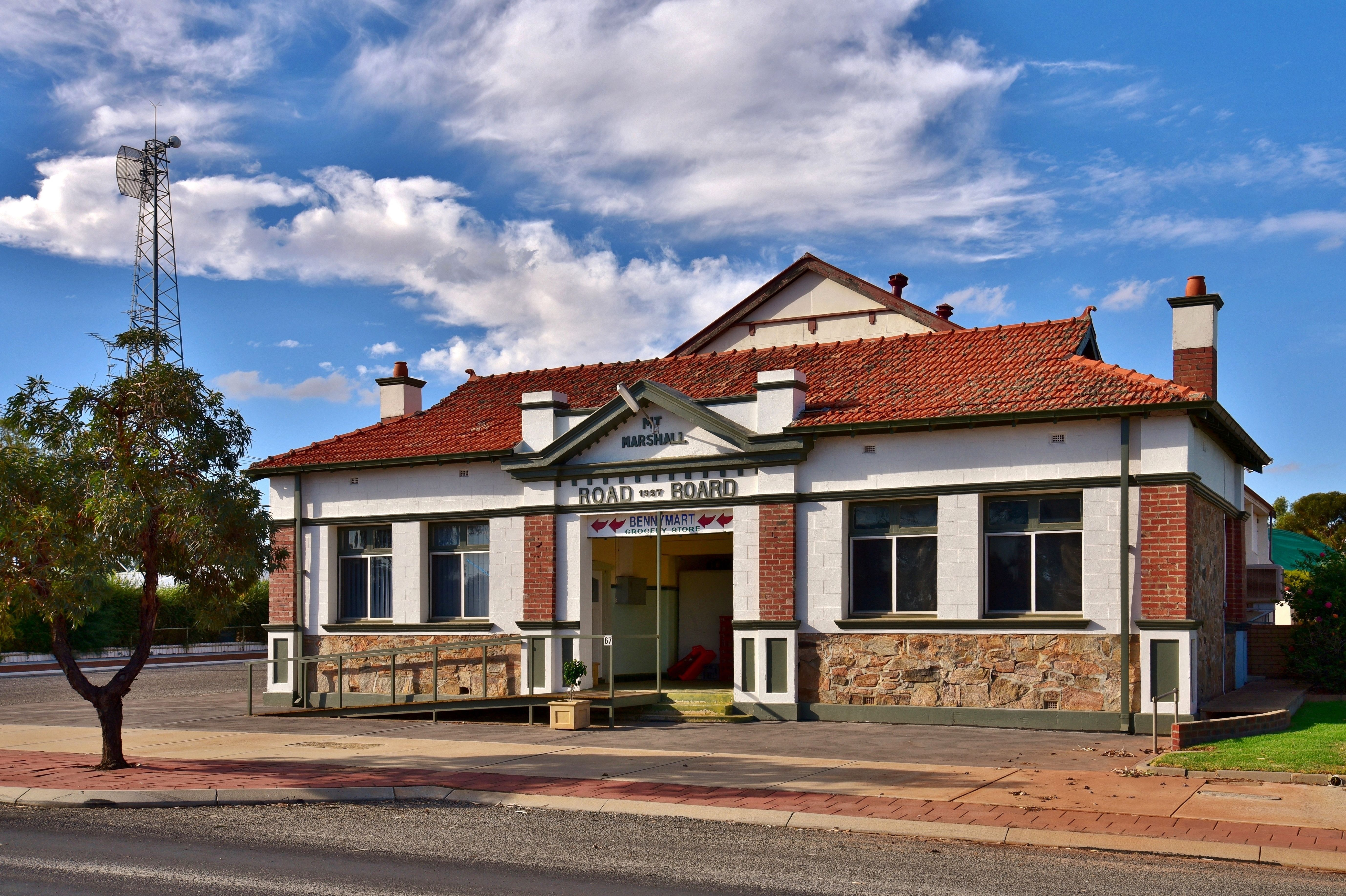
oorspronkelijk districtsgebouw
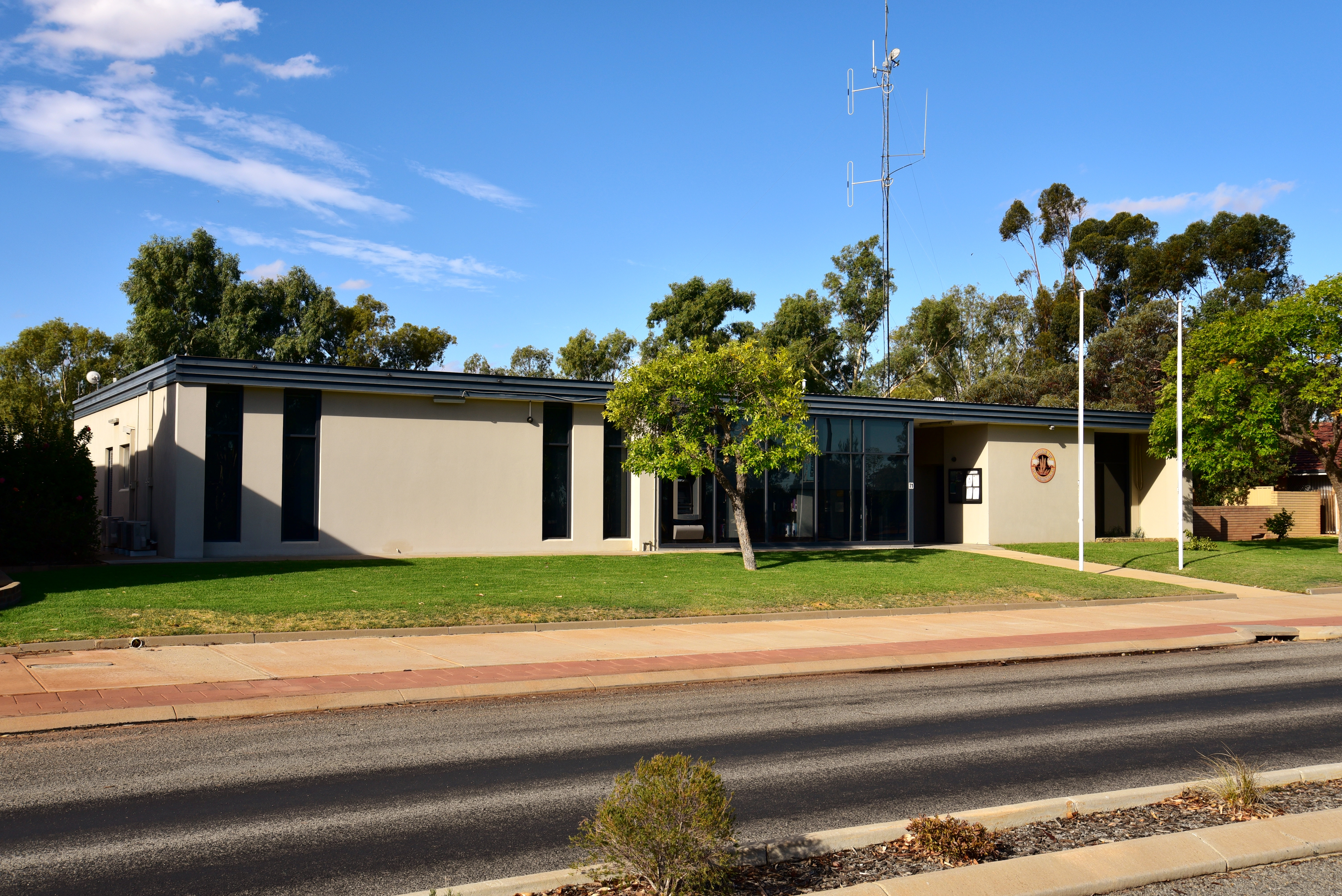
nieuw districtsgebouw
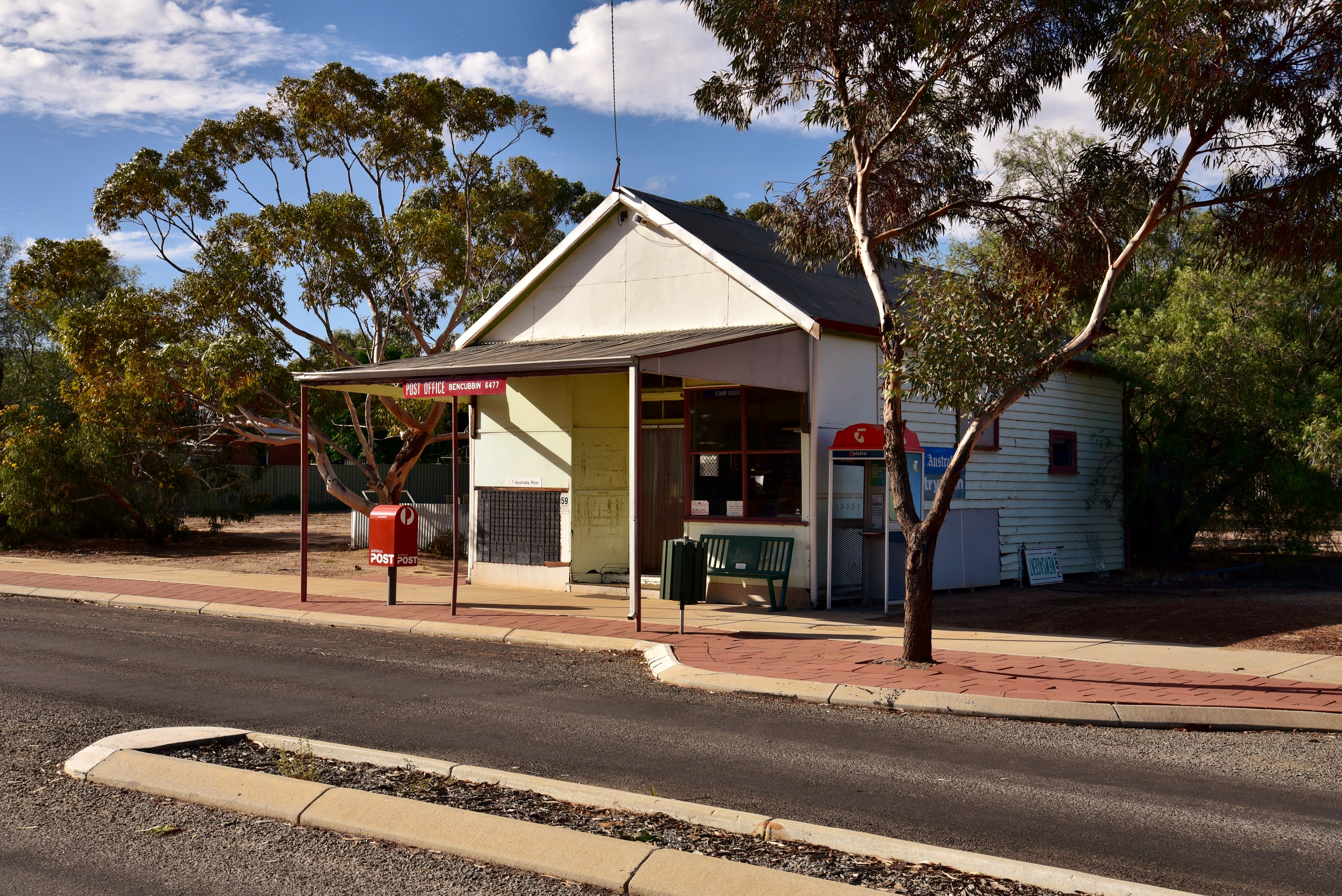
postkantoor
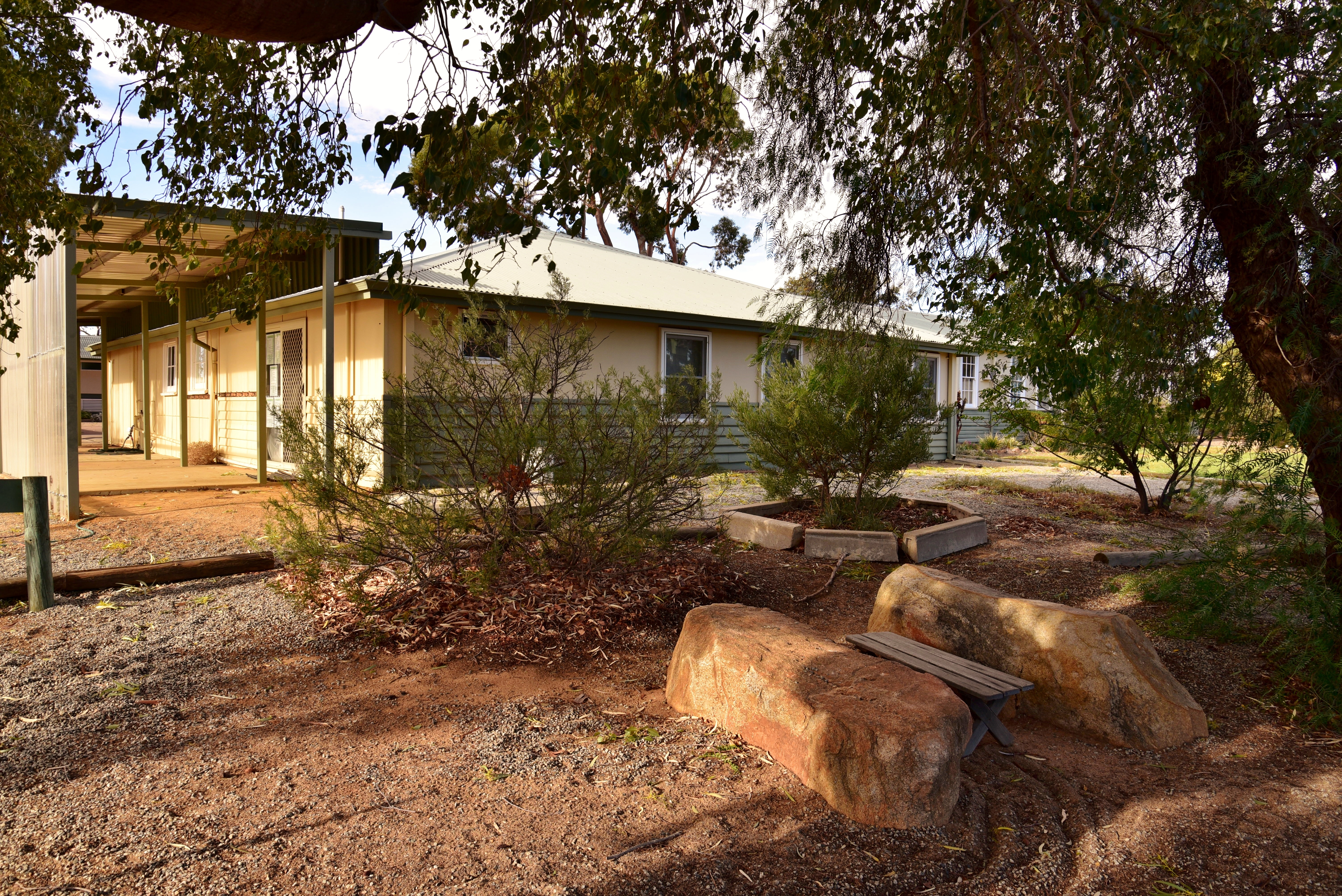
basisschool
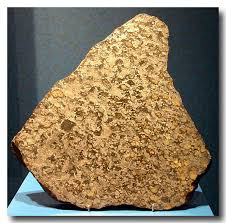
Bencubbin-meteoriet

Aldersyde · Amery · Ardath · Arthur River · Baandee · Babakin · Badgingarra · Badjaling · Bailup · Bakers Hill · Balkuling · Ballaying · Ballidu · Beacon · Beenong · Beermullah · Bejoording · Belka · Bencubbin · Bendering · Benjaberring · Beverley · Bilbarin · Bindi Bindi · Bindoon · Bodallin · Bolgart · Bonnie Rock · Boolading · Booraan · Brookton · Bruce Rock · Bullaring · Bullfinch · Bulyee · Bungulla · Buntine · Burakin · Burracoppin · Cadoux · Calingiri · Campion · Caraban · Carrabin · Cataby · Cervantes · Chandler · Chittering · Clackline · Cold Harbour · Congelin · Coomberdale · Copley · Corrigin · Cowcowing · Crossman · Cuballing · Culbin · Cunderdin · Dalwallinu · Dandaragan · Dangin · Darkan · Dattening · Dongolocking · Doodlakine · Dowerin · Dudinin · Dumbleyung · Duranillin · Dwarda · Ejanding · Elabbin · Erikin · Gabbin · Gingin · Goomalling ·  Grass Valley · Greenhills · Guilderton · Gwambygine · Harrismith · Highbury · Hines Hill · Holt Rock · Hyden · Jelcobine · Jennacubbine · Jennapullin · Jitarning · Jurien Bay · Kalannie · Karlgarin · Kellerberrin · Kondinin · Kondut · Koojan · Koolyanobbing · Koorda · Korbel · Korrelocking · Kukerin · Kulin · Kulja · Kulyaling · Kunjin · Kununoppin · Kweda · Kwelkan · Kwolyin · Lancelin · Lake Brown · Lake Grace · Lake King · Ledge Point · Manmanning · Marvel Loch · Meckering · Meenaar · Merredin · Miling · Minnivale · Mogumber · Mokine · Moodiarrup · Mooliabeenee · Moora · Moorine Rock · Moorumbine · Moulyinning · Mount Hardey · Mount Kokeby · Mount Walker · Muchea · Mukinbudin · Muntadgin · Nalya · Nangeenan · Narembeen · Narrogin · New Norcia · Newdegate · Nilgen · Nokaning · North Bannister · Northam · Nukarni · Nungarin · Pantapin · Piawaning · Piesseville · Pingaring · Pingelly · Pithara · Popanyinning · Quairading · Quindanning · Regans Ford · Seabird · Shackleton · Southern Cross · Spencers Brook · Tammin · Tincurrin · Toodyay · Trayning · Varley · Wagin · Walebing · Walgoolan · Wandering · Wannamal · Watheroo · Welbungin · West Dale · West Toodyay · Westonia · Wialki · Wickepin · Wilbinga · Williams · Wongan Hills · Woodridge · Wubin · Wundowie · Wyalkatchem · Yealering · Yelbeni · Yellowdine · Yilliminning · Yerecoin · York · Yorkrakine · Yornaning · Yoting · Youndegin